# Sora (Kolumbia)
Sora – miasto w Kolumbii, w departamencie Boyacá.